# Metropolitní spořitelní družstvo
Metropolitní spořitelní družstvo (MSD) bylo české spořitelní a úvěrní družstvo. 19. září 2013 mu Česká národní banka (ČNB) odňala povolení působit jako družstevní záložna, 17. prosince téhož roku zamítla bankovní rada podaný rozklad. Podle ČNB družstvo "poskytovalo úvěry ve výši desítek i stovek miliónů korun k financování nekonkrétních, neověřených i nereálných podnikatelských záměrů, neprověřovalo při tom řádně bonitu žadatele o úvěr, jeho předpoklady pro řádné a včasné splacení úvěru, ignorovalo vazby svědčící o možném propojení jednotlivých žadatelů o úvěr a nezabývalo se dalšími riziky spjatými s úvěrovými obchody". 18. prosince 2013 na sebe družstvo podalo insolvenční návrh, 23. prosince téhož roku soud prohlásil konkurs. Insolvenčním správcem byl jmenován Ivo Hala, který tehdy působil jako insolvenční správce společností ECM Real Estate Investments, JIP - Papírny Větřní, Heavy Machinery Services a dalších. Jednu z největších pohledávek za Metropolitním spořitelním družstvem přihlásil podnikatel Vít Zaorálek, který byl v roce 2008 obžalován z vytunelování stovek milionů korun z osmi set českých firem.
Dne 10. dubna 2014 bylo v souvislosti s MSD zahájeno trestní stíhání 17 osob pro různé zločiny a trestné činy. Obviněni byli členové představenstva záložny Petr Jánský, Daniel Tureček a Jan Zavřel, 13 bílých koní a jejich šéf. Podle policie od roku 2010, poté co se stali členy představenstva Zavřel a Jánský, promyšleně vyvedli z MSD do anonymních firem v Hongkongu nejméně 1,25 miliardy korun. Přes 150 milionů si z MSD půjčil i Tureček. V srpnu 2015 navrhla protikorupční policie obžalovat 20 osob. Jeden muž byl v červnu 2016 obviněn z legalizace výnosů z trestné činnosti v hodnotě 354 miliónů korun, neboť údajně organizoval a v letech 2012 až 2014 prováděl převody peněz z MSD do tří společností v Hongkongu, za účelem jejich zpronevěry a vyvedení z MSD.
19. března 2015 Ivo Hala postoupil pohledávky MSD na společnost AB - Credit, která za ně v tendru nabídla 1,4 miliardy korun.
10. září 2015 soud Halu odvolal a místo něj jmenoval ostravskou insolvenční správkyni Kateřinu Martínkovou, neboť Hala nedoložil prověrku od Národního bezpečnostního úřadu, a na podzim roku 2014 mu proto ministerstvo spravedlnosti zrušilo zvláštní povolení potřebné pro vedení bankrotů velkých firem a v září roku 2015 původní rozhodnutí nabylo právní moci.